# Theo Fettin
Theo Fettin (* 23. Dezember 1919 in Löcknitz; † 2. Mai 1989 in Frankfurt (Oder)) war ein deutscher SED-Funktionär, FDJ-Funktionär und Journalist.

## Leben
Fettin, Sohn eines Angestellten, arbeitete vor dem Zweiten Weltkrieg als kaufmännischer Angestellter in Pasewalk. 1938 wurde zum Reichsarbeitsdienst eingezogen. Während des Krieges war er Soldat in der Wehrmacht und wurde 1942 durch ein Feldkriegsgericht wegen „Wehrkraftzersetzung“ verurteilt. Nach zeitweiliger Haft im KZ Esterwegen wurde er in die Strafdivision 999 gepresst. Von 1943 bis 1947 befand sich Fettin im algerischen Djelfa in französischer Kriegsgefangenschaft.
Nach seiner Rückkehr schloss er sich 1947 der FDJ und der SED an. 1947/48 wirkte er als Sekretär der FDJ-Kreisleitung Ueckermünde, von 1948 bis 1951 als erster Landesvorsitzender der FDJ in Mecklenburg. Von 1949 bis 1955 war er zudem Mitglied des Zentralrates der FDJ. Von 1950 bis 1952 gehörte er als Abgeordneter der FDJ-Fraktion dem Landtag von Mecklenburg an. 1951 war er Abteilungsleiter im Vorbereitungskomitee für die III. Weltfestspiele der Jugend und Studenten in Berlin. 
Zunächst war er ab 1951 Redakteur bzw. stellvertretender Chefredakteur bei der Landes-Zeitung in Schwerin, dann arbeitete er als stellvertretender Chefredakteur bzw. von 1953 bis 1958 als Chefredakteur der Ostsee-Zeitung, dem Zentralorgan der SED-Bezirksleitung Rostock. Von 1958 bis 1961 absolvierte Fettin ein Studium an der Parteihochschule beim ZK der KPdSU in Moskau. Anschließend arbeitete er von Juli 1961 bis Februar 1963 als Sekretär für Agitation und Propaganda der SED-Bezirksleitung Rostock. Von 1963 bis 1972 arbeitete Fettin als Chefredakteur der SED-Bezirkszeitung Neuer Tag in Frankfurt (Oder) und gehörte dort als Mitglied der SED-Bezirksleitung an. Anschließend war er Leiter der Pressestelle beim Rat des Bezirkes.

## Schriften
- Freundschaft – Przyjaźń. 20 Jahre Zusammenarbeit der Bezirke Frankfurt/Oder – Zielona Góra. Frankfurt/Oder 1973.

## Auszeichnungen
- Vaterländischer Verdienstorden in Bronze (1964) und in Silber (1969)